# 萨尔茨韦格
萨尔茨韦格是德国巴伐利亚州的一个市镇。总面积31.93平方公里，总人口6585人，其中男性3212人，女性3373人（2011年12月31日），人口密度206人/平方公里。